# Liu Giulan
Liu Giulan (* 12. Februar 1971) ist eine ehemalige chinesische Biathletin.
Liu Giulan lebt in Dalian. Sie begann 1989 mit dem Biathlonsport. Erste internationale Meisterschaft wurden die Weltmeisterschaften 1989 in Feistritz, wo sie 38. des Sprints und 41. des Einzels wurde. 1990 kam sie in Minsk im Einzel zum Einsatz, wo sie 45. wurde. Bei den Olympischen Winterspielen 1992 in Albertville gehörte Liu zu den Frauen, die bei den erstmals ausgetragenen Frauenrennen bei Olympischen Spielen zum Einsatz kamen. Im allerersten Rennen, dem Sprint, war die Chinesin die einzige der 69 Teilnehmerinnen, die nicht ins Ziel kam. Im Einzel wurde sie 49., mit Wang Jinping und Song Aiqin Zwölfte im Staffelrennen. Zum Karriereabschluss wurden die Olympischen Winterspiele 1994 in Lillehammer. Hier wurde Liu an der Seite von Song Aiqin, Wang Jinping und Wang Jinfen als Startläuferin im Staffelrennen eingesetzt, mit denen sie 14. wurde. Ihr bestes Resultat im Weltcup erreichte Liu als 45. eines Einzels 1994 in Ruhpolding.

## Weltcup-Platzierungen
Die Tabelle zeigt alle Platzierungen (je nach Austragungsjahr einschließlich Olympische Spiele und Weltmeisterschaften).
- 1.–3. Platz: Anzahl der Podiumsplatzierungen
- Top 10: Anzahl der Platzierungen unter den ersten zehn (einschließlich Podium)
- Punkteränge: Anzahl der Platzierungen innerhalb der Punkteränge (einschließlich Podium und Top 10)
- Starts: Anzahl gelaufener Rennen in der jeweiligen Disziplin

| Platzierung                                                                                                | Einzel | Sprint | Verfolgung | Massenstart | Team | Staffel | Gesamt |
| --- | ------ | ------ | ---------- | ----------- | ---- | ------- | ------ |
| 1. Platz                                                                                                   |        |        |            |             |      |         |        |
| 2. Platz                                                                                                   |        |        |            |             |      |         |        |
| 3. Platz                                                                                                   |        |        |            |             |      |         |        |
| Top 10 |        |        |            |             |      |         |        |
| Punkteränge                                                                                                |        |        |            |             |      | 2       | 2      |
| Starts | 9      | 8      |            |             |      | 2       | 19     |
| Stand: Karriereende, einschließlich Weltmeisterschaften und Olympischen Spielen, Daten wohl nicht komplett |        |        |            |             |      |         |        |